# Rainer René Graf Adelmann von Adelmannsfelden
Rainer René Graf Adelmann von Adelmannsfelden, geboren als René Freiherr von Godin (* 18. April 1948 in Wartaweil), ist ein ehemaliger deutscher Rechtsanwalt, Gründer des Bundes deutscher Legionäre und der Christlichen Vereinigung zur Familienförderung, einer Agentur zur Vermittlung der Adoption ungeborener Kinder, und eines Geschäfts zum Handel mit Organspenden. Er betrieb auch eine Reihe anderer Geschäfte, wie Der Wettbewerbsbeobachter und das Zentralkomitee für die Allgemeinbefolgung obergerichtlicher Rechtsprechung in Wettbewerbssachen, die beide dazu dienten, kleine Irrtümer von Geschäftsleuten bei Inseraten aufzugreifen und sie mit Konventionalstrafen zu überziehen oder sie wegen Verstößen gegen das Wettbewerbsrecht vor Gericht zu bringen.

## Biographie
René von Godin ist der Sohn des bayerischen Rechtsanwalts Hans Wilhelm von Godin (* 1918 in Schwerin). 1973 heiratete er Michaela Gräfin Adelmann von Adelmannsfelden (* 1953), die Tochter von Wolfram Maria Adelmann von Adelmannsfelden (1915–1994), dem viertältesten Sohn von Sigmund Maria Graf Adelmann von Adelmannsfelden. Das Paar hatte zehn Kinder, vier Söhne und sechs Töchter, die zwischen 1974 und 1988 geboren wurden. Zwischen 1980 und 1999 trug Godin offiziell den Namen Graf Adelmann von Adelmannsfelden. In der Mitte der 1980er Jahre residierte das Paar in dem Dorf Sentenhart im Süden Baden-Württembergs.
Adelmann studierte Rechtswissenschaften in Frankreich. Das Bayerische Staatsministerium der Justiz strich 1982 seine Anwaltszulassung, da er sich eines Anwalts unwürdig gezeigt habe. Adelmann brachte den Fall vor den Bundesgerichtshof, aber entschied sich schließlich selbst, seine Zulassung ruhen zu lassen.
Nachdem es ihm nicht gelang, katholischer Diakon zu werden, weil er Mitglied der Jungsozialisten, der Jugendorganisation der Sozialdemokratischen Partei Deutschlands war, gründete Adelmann seine eigene Kirche, das Erzbistum München der heiligen katholischen orthodoxen evangelischen Kirche des heiligen Apostels Matthäus, und schuf eigene Ämter innerhalb dieser Kirche. Gleichzeitig betrieb er zu jener Zeit auch ein Bestattungsgeschäft. Zusätzlich begab er sich in das Geschäft mit in Deutschland Asylsuchenden und schlug ihnen vor, dies mit seinem Organspendengeschäft zu kombinieren, falls sie nicht genügend Mittel hatten, ihr Asylgesuch zu finanzieren.
Wegen seiner Rolle beim Menschenhandel mit Asylbewerbern und weil er sie mit falschen Papieren ausgestattet hatte, wurde Adelmann 1992 zu 15 Monaten Gefängnis auf Bewährung verurteilt. Die Wochenzeitung Die Zeit beschrieb ihn als einen „Geschäftsmann ohne Skrupel“. Er war hauptsächlich während der 1980er Jahre aktiv und zog zu dieser Zeit die Aufmerksamkeit der Medien auf sich, tat dies aber nicht mehr in demselben Maße nach seiner Verurteilung 1992. Seiner eigenen Beschreibung zufolge ist Adelmann ein „Mann mit vielen Ideen“. Eine Zeitlang führte Adelmann einen Weinladen in Berlin in der Nähe der Schaubühne am Lehniner Platz.
Nachdem er 1999 in Spanien einer körperlich misshandelten Frau begegnet war, beschloss er, sich selbst geschlechtsangleichenden Maßnahmen zu unterziehen. Er nannte sich fortan Latina Irene Freifrau von Godin und gründete die feministische Partei Civilisation Féminine, mit der er die Rechts- und Gesellschaftsordnung „von ihrer männlichen auf eine weibliche Grundlage“ stellen wollte. Im November 2002 übernahm Godin von seiner Frau die Geschäftsführung der LATINA LAVAPIES Verlags GmbH in Berlin-Moabit. Seit Februar 2011 firmiert unter derselben Anschrift die Spedition Compact Transport GmbH, die aus der Übernahme der finanziell angeschlagenen Hindelang Transport GmbH mit Sitz in Wörnitz hervorging und deren Geschäftsführer Godin ist. Durch die Übernahme eines kleinen Teils der Forderungen konnte er einen Verzicht der restlichen Forderungen an das ehemalige Unternehmen erwirken, was zahlreiche Frachtführer vor unbezahlten Frachtrechnungen stehen ließ. Einen Monat später verlegte die Wörnitzer Combi&Co Autohandelsgesellschaft mbH ihren Sitz ebenfalls dahin. Godin war bis Mai 2013 ihr Geschäftsführer. 2015 kam es vor dem Amtsgericht Charlottenburg im Zuge des Insolvenzverfahrens der Compact Transport GmbH zu einem Vergleich mit der Unicredit Bank, der der Gläubigerversammlung zur Genehmigung vorgelegt wurde.
2013 lebte Godin in Altenburg sowie in Jestetten an der Grenze zwischen Deutschland und der Schweiz. Im nahegelegenen Schaffhausen hatte er 2010 das Familienarchiv Schwarzenhorn gegründet, um unter anderem „einer Proletarisierung der Nachkommen“ seiner Großmutter väterlicherseits, Hilda Schmidt von Schwarzenhorn (1888–1976), entgegenzuwirken.

## Bund deutscher Legionäre
Adelmann gründete in den frühen 1980er Jahren den Bund deutscher Legionäre zum Zweck der Anwerbung von Legionären aus Deutschland zum Einsatz in asiatischen und afrikanischen Ländern. Das deutsche Recht verbietet die Rekrutierung deutscher Staatsbürger zum Militärdienst in fremden Ländern, und bereits der Versuch ist strafbar mit einer Strafandrohung von bis zu fünf Jahren Gefängnis. Adelmann betrachtete dieses Gesetz als ungültig, da es, seiner Meinung nach, die im deutschen Grundgesetz festgeschriebene Freiheit der Berufswahl verletzte. Er betrieb dieses Geschäft durch die Terfina Vermögensverwaltungs-GmbH und kontaktierte ausländische, vorwiegend asiatische und afrikanische Botschaften und Regierungen mit der Absicht, sich eine Klientel zu bilden.
1985 hatte Adelmann mehr als 400 Bewerbungen vorliegen von früheren Bundeswehr-Soldaten und arbeitslosen Abenteurern, die durch Zeitungsannoncen angesprochen worden waren. 1985 behauptet er, ein afrikanisches Land habe sein Interesse zum Schutz einer Öl-Pipeline bekundet. Er behauptete auch, Interessebekundungen aus Mosambik vorliegen zu haben für Personal zum Schutz der Cahora-Bassa-Talsperre. Er sah eine Gelegenheit, Personal an Entwicklungsländer zu vermitteln, die noch Bedarf an Korrekturen betreffend ihre Grenzen und Regierungen hätten, denen jedoch qualifiziertes Personal zum Umgang mit modernen Waffen fehlte. Sein ursprünglicher Plan war, einen Zug von 50 Söldnern zu rekrutieren, die von einer Reihe pensionierter Bundeswehr-Sergeants angeführt werden sollten.
Um dem Bund deutscher Legionäre (BDL) beizutreten, musste man 20 DM Beitrittsgebühr zahlen, gefolgt von weiteren 20 DM jährlicher Mitgliedsgebühr. Dafür versprach Adelmann ein Kampftraining in Belgien und Schießübungen in der Schweiz. Seine neuen Rekruten sollten „töten lernen“. Diesbezüglich sah er ein großes Potenzial bei 18-Jährigen. Er garantierte auch die Rückkehr gefallener „Helden“ nach Deutschland und ein würdiges ehrendes Angedenken.

## Christliche Vereinigung zur Familienförderung
Ein anderes Geschäft, das Adelmann betrieb, war die Christliche Vereinigung zur Familienförderung, bestimmt für kinderlose Eltern mit Interesse an der Adoption noch ungeborener Babys. Offiziell wurde der Verein Mitte der 1980er Jahre geschlossen, fuhr aber mit seinen Aktivitäten fort. Adelmann verlangte bis zu 32.000 DM für eine erfolgreiche Adoption, wobei ein Teil des Geldes an die Kindsmutter ging. Die Staatsanwaltschaft Konstanz ermittelte gegen das Geschäft, konnte es aber nicht zur Anklage bringen, weil es zu jener Zeit kein bestehendes Gesetz verletzte. Man erklärte, Adelmann habe eine Gesetzeslücke gefunden.
Anfang 1988 eröffnete er eine Adoptionsagentur in Frankfurt am Main, musste sie aber nach einer Anordnung des Oberbürgermeisters schließen. Dieses Geschäft erlitt einen vorübergehenden Rückschlag, als seine Tante in Manila wegen Kidnappings verhaftet wurde, erholte sich aber später wieder.

## Organspenden
Bei seinem Organspenden-Geschäft trat Adelmann an Menschen heran, die einen Offenbarungseid leisten mussten und deren Namen deshalb im Bundesanzeiger veröffentlicht wurden. Er bot ihnen an, bei ihrer finanziellen Gesundung zu helfen, und wollte bis zu 80.000 DM für eine Niere bezahlen, abhängig von der Qualität des Organs. Die Operation sollte in Frankreich stattfinden. Adelmann behauptete, die Organspende sei legal, obwohl sowohl französische als auch deutsche Mediziner sich gegen das Verfahren ausgesprochen hatten. In Frankreich waren Organspenden von Lebendspendern zu jener Zeit akzeptiert, vorausgesetzt, dass kein Geld floss. Adelmann verheimlichte einfach die volle Wahrheit vor der ausführenden Klinik und konnte so mit dem Geschäft fortfahren. Später erklärte er, es hätten keine Operationen stattgefunden. 1989 versuchte er, seine Aktivitäten nach Großbritannien auszudehnen, und es gelang ihm, dort eine Anzahl von bereitwilligen Spendern auszumachen, denen er zwischen 30.000 und 50.000 US-Dollar pro Niere anbot, mit der Absicht eines Reingewinns von 20 Prozent bei jeder Operation. Nach dem ersten Kontakt hörten die potentiellen Spender jedoch nichts mehr von ihm. Kurze Zeit später verbot das Parlament des Vereinigten Königreichs den Verkauf menschlicher Organe zum Zweck der Transplantation.
Adelmanns Aktivitäten verursachten 1989 eine Anfrage im Deutschen Bundestag zur Verschärfung des Organspendegesetzes und um das langwierige Spendeverfahren abzukürzen. Eine Anzahl Parlamentarier der Sozialdemokratischen Partei fragten, was die Bundesregierung gegen Adelmanns Aktivitäten zu unternehmen gedenke.